# Shabda
Shabda ist ein Sanskrit-Wort, das in etwa Sprachlaut bedeutet. Der Begriff spielt im Diskurs der philosophischen Schulen im Indien des ersten Jahrtausends eine zentrale Rolle. Die Anhänger der Nyaya-Denkschule definieren shabda grundsätzlich als Laut, also anhand seiner phonetischen Form und seiner Erzeugung durch die Sprechorgane. Diese Entscheidungen haben weitreichende philosophische Konsequenzen.